# Chaerilus philippinus
Espèce
Chaerilus philippinus est une espèce de scorpions de la famille des Chaerilidae.

## Distribution
Cette espèce est endémique de Luçon aux Philippines. Elle se rencontre vers Aparri.

## Description
Le mâle holotype mesure 19,5 mm et la femelle paratype 15,5 mm.

## Étymologie
Son nom d'espèce lui a été donné en référence au lieu de sa découverte, les Philippines.

## Publication originale
- Lourenço & Ythier, 2008 : A new species of Chaerilus Simon, 1877 (Scorpiones: Chaerilidae) from the Philippines. Boletín Sociedad Entomológica Aragonesa, no 42, p. 27-31 (texte intégral).